# کروموتروپیک اسید
کروموتروپیک اسید (به انگلیسی: Chromotropic acid) با فرمول شیمیایی C۱۰H۸O۸S۲ یک ترکیب شیمیایی است. که جرم مولی آن ۳۲۰٫۳۰ g/mol می‌باشد. 